# Маймункова, Анна
Анна Маймункова (болг. Ана Кръстева Маймункова, также известна под псевдонимом Анна Май (болг. Ана Май), 26 июня 1878 — май 1925) — болгарская революционерка, участница женского движения, учительница и журналистка. Участвовала в работе «Учительской искры», «Рабочего вестника», «Равенства» и «Работницы».

## Биография
Родилась 26 июня 1878 года в Хасково. В 1893 году поступила в школу для девочек, где преподавала Вела Благоева. В 1895 году вернулась в родной город и начала работать учительницей начальных классов. Из-за конфликта с консервативным руководством школы, в 1900 году была уволена и последующие 20 лет вынуждена была брать временные подработки учителем в городах и сёлах на юго-востоке страны.
Была убита в Софийской тюрьме в ходе Апрельских событий 1925 года.